# Хайлінь
Хайлінь (кит. спр. 海林市, піньїнь: Hăilín Shì) — місто-повіт в східнокитайській провінції Хейлунцзян, складова міста Муданьцзян.

## Географія
Хайлінь розташовується на заході префектури, лежить у передгір'ях Маньчжуро-Корейських гір.

### Клімат
Місто знаходиться у зоні, котра характеризується вологим континентальним кліматом з теплим літом. Найтепліший місяць — липень із середньою температурою 21.9 °C (71.4 °F). Найхолодніший місяць — січень, із середньою температурою -18.1 °С (-0.6 °F).
| Клімат Хайліня          | Клімат Хайліня | Клімат Хайліня | Клімат Хайліня | Клімат Хайліня | Клімат Хайліня | Клімат Хайліня | Клімат Хайліня | Клімат Хайліня | Клімат Хайліня | Клімат Хайліня | Клімат Хайліня | Клімат Хайліня | Клімат Хайліня |
| Показник                | Січ.           | Лют.           | Бер.           | Квіт.          | Трав.          | Черв.          | Лип.           | Серп.          | Вер.           | Жовт.          | Лист.          | Груд.          | Рік            |
| Середня температура, °C | −18,1          | −14,4          | −4,6           | 5,9            | 13,4           | 18,5           | 21,9           | 20,8           | 13,8           | 5,4            | −5,6           | −14,9          | 3,5            |
| Норма опадів, мм        | 4.2            | 6              | 10.6           | 27.3           | 52.3           | 92             | 125.9          | 126            | 59.8           | 32.1           | 14.1           | 7.4            | 557.7          |
| Днів з опадами          | 5,7            | 5,5            | 5,5            | 8,4            | 12,4           | 15,4           | 16,3           | 15,5           | 12,8           | 9,1            | 7              | 6,2            | 119,8          |
| Вологість повітря, %    | 68.2           | 64.1           | 56.5           | 52.1           | 54.4           | 68.9           | 76.8           | 78.4           | 72.6           | 64             | 65.2           | 69.1           | 65.9           |
| ----------------------- | -------------- | -------------- | -------------- | -------------- | -------------- | -------------- | -------------- | -------------- | -------------- | -------------- | -------------- | -------------- | -------------- |
| Джерело: Weatherbase    |                |                |                |                |                |                |                |                |                |                |                |                |                |